# Ribeira das Tainhas
Ribeira das Tainhas es una freguesia portuguesa perteneciente al municipio de Vila Franca do Campo, situado en la Isla de São Miguel, Región Autónoma de Azores. Posee un área de 9,91 km² y una población total de 782 habitantes (2001). La densidad poblacional asciende a 78,9 hab/km². Se encuentra a una latitud de 37°44'N y una longitud 24°4'O. La freguesia se encuentra a 1 m s. n. m.
Fue creada el 15 de septiembre de 1980 en territorios que antes pertenecían a la freguesia de São Miguel.
- Datos: Q2454566
- Multimedia: Ribeira das Tainhas (Vila Franca do Campo) / Q2454566

1. ↑  Worldpostalcodes.org,código postal n.º 9680-519.